# Lightweight Portable Security
Lightweight Portable Security (kurz: LPS) ist eine Linux-Distribution des US-Verteidigungsministeriums, die im Juni 2011 veröffentlicht wurde. Es ist die erste nationale amerikanische Linux-Desktop-Distribution.
Das Live-System wird lediglich von einer CD oder einem USB-Stick gestartet, womit es höhere Sicherheit und Mobilität gewährt. Zudem hinterlässt es auch keinerlei Spuren auf dem Rechner.
2017 wurde das System in "Trusted End Node Security (TENS)" umbenannt.
Mit der Version 3.0.4 wurde die Distribution 2021 eingestellt.

## Allgemeines
Vorinstalliert sind ein Texteditor, der Taschenrechner und ein SSH-Client; eine Deluxe-Version enthält zusätzlich das Office-Paket LibreOffice und die Adobe Reader Software. Die Verschlüsselung vertraulicher Daten ist per Drag and Drop möglich. Änderungen am LPS-Stick werden beim nächsten Neustart automatisch rückgängig gemacht.

## Systemvoraussetzungen
Minimal vorausgesetzt wird ein x86-Prozessor sowie 1 GB RAM, für neuere Versionen ist ein 64-Bit-Prozessor notwendig.

## Rezeption
Die Chip meinte, dass LPS optisch nur Standardkost bietet, aber dafür Windows 2000 zum Verwechseln ähnlich sieht. Die Distribution würde sich eignen, „um vertrauliche Online-Angelegenheiten auf fremden Rechnern zu erledigen“. Das Onlinemagazin tecChannel meinte, dass Lightweight Portable Security tragbar und sicher sei. LPS wäre eine Linux-Distribution, die die Privatsphäre schützen soll. ZDNET glaubt nicht, dass diese Distribution für jeden geeignet sei, aber wenn man ein sicheres Desktop-Betriebssystem will, das in der Tasche tragbar ist und auf fast jedem Computer verwenden werden kann, dann würde es sich lohnen LPS zu nutzen.